# Anton Perko
‎
Anton Perko, avstro-ogrski mornariški častnik in slovenski slikar, * 5. julij 1833, Vransko, † 6. marec 1905, Dubrovnik.
Anton Perko, marinist, se je rodil graščaku A. Perku v  graščini Podgrad (nem. Purgstall) pri Vranskem. Bil je avstro-ogrski mornariški častnik s činom poročnika linijske ladje (Linienschiffleutnant), kot slikar je bil nekaj časa učenec Sellenyja in Durand-Bragerja. Slikal je v olju in akvarelu. Leta 1866 je izdal »Lissa-Album« s 12 prizori iz bitke pri Visu. Leta 1875 je spremljal cesarja Franca Jožefa v Dalmacijo in dobil naslov »komornega mornariškega slikarja«. Kasneje je bil upravitelj Hradčanov v Pragi in tajnik tedanje prestolonaslednice Štefanije, 1895 pa se preselil v Dubrovnik. Več njegovih slik je v galeriji Joanneuma v Gradcu, dva akvarela pa na ogled v Albertini na Dunaju.

## Slikovna zbirka
- Anton Perko: Skrivni pristan (pred 1905)
- Pogled na Dubrovnik (1896)
- Spomini na Opatijo (1896)
- Pogled na Dunaj (pred 1905)
- Parnik na morju (pred 1905)
- Modri dvor Laxenburg [5]Akvarel na papirju (1884)